# Dubarry Park
Il Dubarry Park è uno stadio di rugby situato ad Athlone, su cui disputano le partite dei Buccaneers RFC, una franchigia rugbistica che partecipa al Campionato irlandese di rugby a 15.
È dotato di buoni servizi e su esso si tengono anche le partite casalinghe dell'Irlanda u-21 e u-20 nel corso dei 6 nazioni delle rispettive categorie. Nel 2009 ha ospitato la AIB cup final. Prende il nome dal famoso sponsor Dubarry Shoes of Ballinasloe.